# Flådestation Frederikshavn
57°25′54.41″N 010°32′03.92″Ø / 57.4317806°N 10.5344222°Ø
Flådestation Frederikshavn (FLS FRH) er de fysiske rammer for OPLOG FRH samt basehavn for 1. Eskadre. 
Selve flådestationen blev nedlagt som en selvstændig myndighed i 2006 og eksisterer nu bl.a. som den fysiske del af OPLOG FRH.
Flådestationen (FLS) er administrativt hovedkvarter for 1. Eskadre, enkelte enheder fra 2. Eskadre samt OPLOG FRH. Flådestationen blev indviet den 2. oktober 1962 og har ca 1500 ansatte og er dermed en af Frederikshavns største arbejdspladser.

## Myndigheder placeret på Flådestation Frederikshavn
- 1. Eskadre (1ESK)
- 2. Eskadre (2ESK)
- Forsvarsministeriets Materiel- og Indkøbsstyrelse (FMI)
- Forsvarsministeriets Ejendomsstyrelse (FES)
- Center for Taktik (TAC)
- Forsvaret Militærpoliti

## Skibe, der har basehavn på Flådestation Frederikshavn
- 4 Inspektionsskibe af Thetis-klassen: F357 Thetis, F358 Triton, F359 Vædderen og F360 Hvidbjørnen
- 3 Inspektionsfartøjer af Knud Rasmussen-klassen: P570 Knud Rasmussen, P571 Ejnar Mikkelsen, P572 Lauge Koch
- 1 Inspektionskutter af Agdlek-klassen: Y388 Tulugaq - udgået af flådens tal og sejler i dag som civilt skib i Grønland under navnet Tulu
- 2 Fregatter af Absalon-klassen: F341 Absalon og F342 Esbern Snare
- 2 Fjernstyrede minerydningsdroner af Holm-klassen: MSD5 Hirsholm og MSD6 Saltholm
- 4 Fjernstyrede minerydningsdroner af MSF-klassen
- 1 Transportfartøj: A559 Sleipner
- 2 Stationsfartøjer af Arvak-klassen: Arvak og Alsin
- 1 Marinehjemmeværnsfartøj af MHV 900-klassen: MHV 906 Fænø
- Skoleskibet Danmark
- Kongeskibet Dannebrog

## De geografiske områder
Søværnet i Frederikshavnsområdet befinder sig på følgende steder:
- Selve flådestationen i Frederikshavn
- Maritimt Overvågningscenter Nord (tidl. Kattegats Marinedistrikt) ved Pikkerbakken syd for Frederikshavn
- Flådedepot Jerup
- Flådedepot Bunken
- Flådedepot Aalbæk
- Flådedepot Grelshede
- Senderstation Rishøj
- Marinehjemmeværnsdepot Tøttenborg

## Områder, der tidligere har været underlagt Flådestationen
- Flådedepot Fylleledet
- Minedepot Dråby
- Marinestation Lyngsbæk
- Marinestation Esbjerg